# Anthony Skordi

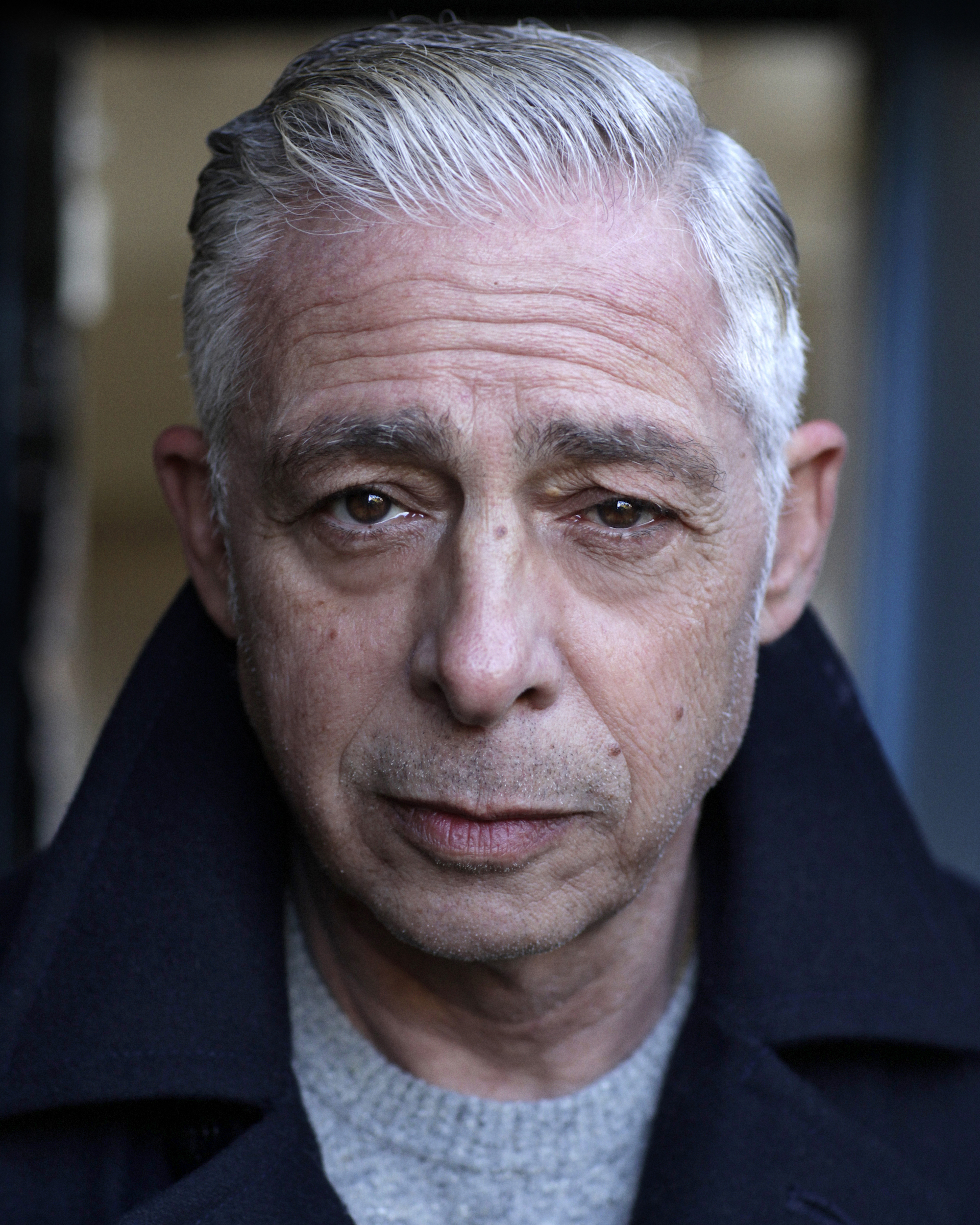
Anthony Skordi

Anthony George Skordi (* in London, Vereinigtes Königreich) ist ein britischer Schauspieler und Synchronsprecher.

## Leben und Karriere
Anthony Skordis Eltern stammten aus Zypern. Er hat eine Zwillingsschwester und einen jüngeren Bruder. Aufgrund einer Farbenblindheit musste Skordi seine Karriere als Pilot im kommerziellen Flugverkehr aufgeben. Er besuchte das Drama Centre London und war von 1990 bis 1992 Mitglied der Royal Shakespeare Company. Außerdem war er Teil des Theaterensembles von Vanessa Redgrave.
In den 1990er Jahren erhielt Skordi seine ersten Fernsehrollen und trat unter anderem in den britischen Dramaserien Soldier Soldier, The Bill und Thief Takers auf.
Im Jahr 2010 setzte Anthony Skordi seine Schauspielkarriere in zahlreichen US-amerikanischen Fernsehserien fort, darunter die wiederkehrende Nebenrolle des Nemos in der Dramaserie Scorpion. Es folgten Auftritte in den Kriminalserien The Blacklist,
und Criminal Minds: Beyond Borders sowie der Dramenserien Shooter und The Last Ship. 2017 war er in der wiederkehrenden Rolle des Silas Manatos in der britischen Serie Prime Suspect 1973 zu sehen, einem Prequel der erfolgreichen Krimiserie Heißer Verdacht.
Des Weiteren spielte er die Hauptrolle des Captain Ahmet im Kurzfilm Straw Dolls aus dem Jahr 2015. Zuvor trat er 2012 gemeinsam mit Kevin Spacey im Kurzfilm Envelope auf. In der 6-teiligen Hulu-Miniserie Catch-22 von und mit George Clooney spielte Skordi den Kalif von Oran.
Ab 2010 sprach Anthony Skordi auch vermehrt Nebenrollen in Videospielen, unter anderem in The Elder Scrolls V: Skyrim, Call of Duty: Advanced Warfare und Assassin’s Creed Odyssey. In Star Wars Battlefront II sprach er 2017 die Rolle des Admirals Garrick Versio. Die Figur ist optisch an Skordi angelehnt, da er für die Rolle mittels des Motion-Capture-Verfahrens aufgenommen wurde. Außerdem sprach er die Figur Valenos in der australischen Computerspielreihe Hand of Fate und die Rolle des Nelson im Animationsfilm Royal Corgi – Der Liebling der Queen.
2012 feierte Skordis Einmannshow Onassis, The Play Premiere im Stella Adler Theater in Los Angeles. Diese wurde von ihm geschrieben, produziert und schließlich selbst aufgeführt und erntete Lob von Seiten der Zuschauer und Kritiker. Aufgrund des Erfolgs war für 2020 geplant, das Stück auch in New York City aufzuführen, was sich jedoch aufgrund der COVID-19-Pandemie verzögert.
Skordi ist weiterhin als Hörbuchsprecher tätig. Seit 2015 ist er als Erzähler in der Hörspielserie John Sinclair – Demon Hunter zu hören, der englischsprachigen Version der deutschen Gruselserie Geisterjäger John Sinclair.
Anthony Skordi lebt in Los Angeles, Kalifornien. Im März 2014 gab er bekannt, dass er nun die US-amerikanische Staatsbürgerschaft besitzt. Der britische Profiboxer Chris Evangelou ist sein Cousin. Er ist außerdem ein Verwandter des Sängers George Michael, dessen Vater ebenfalls Zyperngrieche war.

## Filmografie (Auswahl)
| - 1993, 1996: The Bill (Fernsehserie, 2 Episoden) - 1994: Soldier Soldier (Fernsehserie, Episode 4x04) - 1996: Thief Takers (Fernsehserie, Episode 1x02) - 2010: FlashForward (Fernsehserie, Episode 1x16) - 2010: Detroit 1-8-7 (Fernsehserie, Episode 1x05) - 2012: Envelope (Kurzfilm) - 2014–2015: Scorpion (Fernsehserie, 3 Episoden) - 2015: Don Quixote - 2015: Straw Dolls (Kurzfilm) - 2017: The Blacklist (Fernsehserie, Episode 4x13) - 2017: Prime Suspect 1973 (Fernsehserie, 5 Episoden) - 2017: Criminal Minds: Beyond Borders (Fernsehserie, Episode 2x08) - 2017: Shooter (Fernsehserie, Episode 2x02) - 2017: The Last Ship (Fernsehserie, Episode 4x01) - 2019: Royal Corgi – Der Liebling der Queen (The Queen's Corgi) - 2019: Catch-22 (Fernsehserie, Episode 1x04) - 2020: Stage Mother - 2022: The Offer (Fernsehserie) - 2010: God of War III - 2011: Dungeon Siege 3 - 2011: The Elder Scrolls V: Skyrim - 2012: Mass Effect 3 - 2012: Diablo III - 2012: Sleeping Dogs - 2013: God of War: Ascension - 2014: Call of Duty: Advanced Warfare - 2017: Star Wars Battlefront II - 2018: Assassin’s Creed Odyssey |